# Grupo dos Sete
Nota: Se procura pelo antigo G7, ver G8

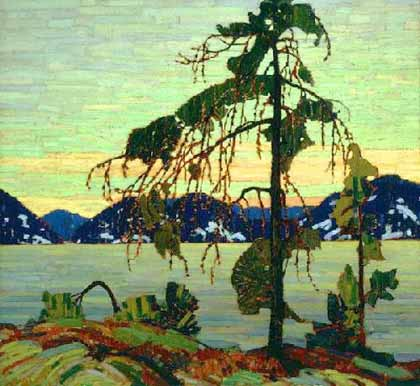
The Jack Pine, por Tom Thomson (1917). Museu de Belas Artes do Canadá.

O Grupo dos Sete foi um grupo de pintores de paisagens canadenses que revolucionou a arte do Canadá.

## História
Formado em 1920, o grupo era originalmente um pequeno bando de artistas comerciais que trabalhavam juntos em uma firma de arte de Ontário. Todos eles foram inspirados por um colega, Tom Thomson (1877-1917). Thomson, que amava passar o tempo ao ar livre, começou a fazer passeios em 1912 pelo norte de Ontário, uma área de muita natureza selvagem, para produzir vários desenhos impressionistas e de cores bem vivas.

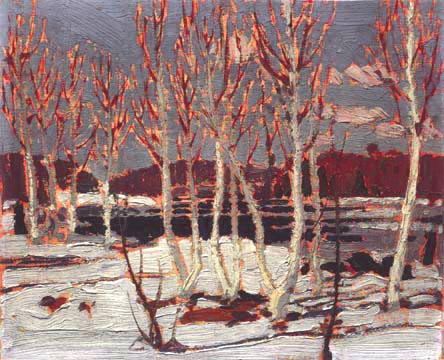
Avril au Parc Algonquin, por Thomson (1917).

Seus amigos perceberam que ele estava levando a arte canadense em uma nova direção, já que tais desenhos de paisagens estavam fora do rígido foco europeu que tinha caracterizado a pintura até então. Conseqüentemente, iniciou-se um movimento nacionalista, baseado no amor da beleza natural de seu país.
Após a Primeira Guerra Mundial e a morte de Thomson, em 1917, esses mesmos amigos formaram o chamado Grupo dos Sete (Group of Seven, em inglês), fazendo sua primeira exibição em Toronto, no ano de 1920. Muitas das obras exibidas, que se tornaram orgulho nacional, mostram a natureza selvagem da Nova Escócia, de Ontário e de Quebec.
O Grupo dos Sete fez sua exibição final em 1931 e separou-se no ano seguinte, dando caminho a um outro grupo de pintores, o Grupo Canadense de Pintores.

## Membros
O grupo era composto por:
- Franklin Carmichael (1890-1945)
- Lawren Harris (1885-1970)
- A. Y. Jackson (1882-1974)
- Frank Johnston (1888-1949)
- Arthur Lismer (1885-1969)
- J. E. H. MacDonald (1873-1932)
- Frederick Varley (1881-1969)